# الامتصاص والانبعاث الناجمان عن التصادم
في الطيفية، يشير مصطلح الامتصاص والانبعاث الناجمان عن التصادم إلى السمات الطيفية الناجمة عن التصادم غير المرن للجزيئات في الغاز. مثل هذه التصادمات غير المرنة (إلى جانب امتصاص الفوتونات وانبعاثها) قد تحفّز التحولات الكمومية في الجزيئات، أو قد تشكل الجزيئات مجمعات فوق جزيئية عابرة مع مميزات طيفية مختلفة عن الجزيئات الكامنة. يعد الامتصاص والانبعاث الناجمين عن التصادم مهمين بشكل خاص في الغازات الكثيفة مثل سحب الهيدروجين والهيليوم الموجودة في النظم الفلكية.
يتميز كل من الامتصاص والانبعاث الناتجين عن التصادم عن التوسيع التصادمي في التحليل الطيفي بأن هذا التوسيع التصادمي يأتي من تصادمات مرنة للجزيئات، في حين أن الامتصاص والانبعاث الناتج عن التصادم هما عملية غير مرنة بطبيعتها.

## أطياف الغازات الناجمة عن التصادم
الطيف العادي يتعلق بأطياف الذرات أو الجزيئات المنفردة. نحن هنا نوضح أطياف المركبات المختلفة التي تتكون من ذرات أو جزيئات متفاعلة أو ربما أكثر: التحليل الطيفي «الناجم عن التفاعل» أو «الناجم عن الاصطدام». يمكن ملاحظة أن كل من الأطياف العادية والناجمة عن الاصطدام في الانبعاث والامتصاص تتطلب لحظة متعددة الأقطاب الكهربائية أو المغناطيسية –في معظم الحالات، لحظة ثنائية القطب الكهربائي- لتتحول مرحلة الانتقال البصري من حالة أولية إلى حالة كمية نهائية جزيئية أو مجمع جزيئي. (لإيجاز التعبير، سيتم استعمال مصطلح «جزيئي» هنا للتبادل بين الذرات والجزيئات). قد يتألف مجمع الجزيئات المتفاعلة من جزيئين أو أكثر في مواجهة تصادمية، أو جزيء فان دير فال ضعيف الارتباط. للوهلة الأولى، قد يبدو من الغريب علاج التحولات البصرية لمجمع الاصطدام –الذي قد يكون موجود للحظات قليلة فقط- بنفس الطريقة التي تم بها ذلك منذ فترة طويلة للجزيئات في التحليل الطيفي العادي. ولكن حتّى المجمعات المؤقتة للجزيئات يمكن اعتبارها نظاماً جديداً «فائق الجزيئات» يخضع لنفس القواعد الطيفية التي تخضع إليها الجزيئات العادية. يمكن النظر إلى الجزيئات العادية على أنها مركبات من الذرات لها خواص طيفية جديدة وربما مختلفة تماماً عن الذرات الفردية التي يتكون منها الجزيء، عندما لا تكون الذرات مرتبطة ببعضها كجزيء. وبالمثل، قد تكتسب مجمعات الجزيئات المتفاعلة خصائص بصرية جديدة، غالباً ما تكون غائبة في الجزيئات الفردية غير المتفاعلة والمنفصلة تماماً.
من المعروف أيضاً أن أطياف الامتصاص المستحث بالاصطدام «سي آي إيه» (CIA) وأطياف الانبعاث «سي آي إي» (CIE) معروفة في مناطق الأمواج الدقيقة والأشعة تحت الحمراء في الطيف الكهرومغناطيسي، ولكنها تحدث في حالات خاصة أيضاً في المناطق المرئية وبالقرب من الأشعة فوق البنفسجية. لوحظت الأطياف الناجمة عن الاصطدام في جميع الغازات الكثيفة تقريباً، وكذلك في العديد من السوائل والمواد الصلبة. يرجع السبب في التفاعل بين الجزيئات (CIA) و (CIE) إلى توليد اللحظات ثنائية القطب الكهربائي. نلاحظ أن عملية تشتت الضوء الناجم عن الاصطدام (CILS) أو عملية رامان موجودة أيضاً. ينشأ (CILS) من زيادات قابلية الاستقطاب الناتجة عن التفاعل في المجمعات الجزيئية؛ الاستقطاب الزائد لمركب ما هو نسبة مجموع استقطابات الحزيئات غير المتفاعلة.

## ثنائي القطب الناجم عن التفاعل
تتفاعل الجزيئات من مسافة قريبة من خلال قوى الجزيئات «قوى فان دير فال»، والتي تسبب تحولات دقيقة في توزيعات كثافة الإلكترون (نسبة إلى توزيعات الإلكترونات عندما لا تتفاعل الجزيئات). تكون القوى الجزيئية متنافرة في المدى القريب، حيث تهيمن قوى التبادل الإلكتروني على التفاعل، ومتجاذبة عند الفواصل الأكبر إلى حدّ ما، حيث تكون قوى التشتت نشطة. (في حالة زيادة الفصل، تتساقط جميع القوى الجزيئية بسرعة ويتم إهمالها تماماً).
يعود التنافر والتجاذب على التوالي إلى عيوب تجاوزات كثيفة الإلكترونات للمجمعات الجزيئية في الفضاء بين الجزيئات المتفاعلة، والتي غالباً ما تكون ناتجة عن اللحظات ثنائية القطب الناتجة عن التفاعل والتي تسهم في زيادة كثافة الانبعاثات والامتصاص الناتجين عن التفاعل. يشار إلى ثنائيات الأقطاب الناتجة باسم ثنائي القطب الناتج عن قوى التبادل وثنائي القطب الناتج عن قوى التشتت، على التوالي.
توجد آليات تحريض ثنائية القطب أخرى أيضاً في الغازات الجزيئية (على عكس الغازات أحادية الذرة) ومخاليط الغازات، عند وجود الغازات الجزيئية. تحتوي الجزيئات على مراكز لشحنة كوجبة (النواة)، محاطة بسحابة من الإلكترونات. وبالتالي، قد يُعتقد أن الجزيئات محاطة بحقول متعددة الأقطاب الكهربائية التي ستؤدي إلى استقطاب أي جزيء تصادمي وتوليد ما يسمى ثنائي الأقطاب.

## مخطط تاريخي
تم الإبلاغ عن الامتصاص الناجم عن التصادم أولاً في غاز الأوكسجين المضغوط في عام 1949 من قبل هاري ويلش وزملائه على الترددات الرئيسية لجزيء O2. (لاحظ أن هذا الجزيء غير المضطرب –مثله مثل جميع الجزيئات الذرية ثنائية الذرة- غير نشط بالأشعة تحت الحمراء بسبب تماثل الانعكاس، وبالتالي لا تمتلك طيفاً فلكياً «ثنائي القطب مسموح به» في أي تردد).

## الأطياف الناجمة عن الاصطدام
يستغرق التصادم الجزيئي القليل من الوقت -10 إلى 13 ثانية- ويؤدي الانتقال البصري للتجمعات التصادمية للجزيئات إلى توليد «خطوط» طيفية واسعة جداً بنحو خمس مرات أكبر من الخطوط الطيفية «العادية» الأكثر شيوعاً (علاقة عدم اليقين لهايزنبرغ). عادةً ما تتداخل «الخطوط» الطيفية التي يحدثها التصادم عادةً في شكل كمومي (على عكس نطاقات الخطوط المميزة للجزيئات العادية في كثير من الأحيان).
تظهر الأطياف الناجمة عن التصادم عند ترددات نطاقي الانتقال الاهتزازي الإلكتروني للجزيئات غير المضطربة والمجمعات الجزيئية اختلافات في ترددات الانتقال هذه: التحولات المتزامنة في جزيئين متفاعلين (أو أكثر) معروفتان جيداً لتوليدهما تحولات بصرية للجزيئات في المجمعات.

## التوسعات الفريالية للكثافة الطيفية
شدة أطياف الذرات الفردية أو الجزيئات عادةً ما تختلف خطياً مع كثافة الغاز العددية، ومع ذلك، إذا تمت زيادة كثافات الغاز بشكل كافٍ فقد يتم أيضاً ملاحظة المساهمات بشكل عام والتي تختلف حسب الكثافة المربعة أو المكعبة... إلخ. في بعض الأحيان يتم فصل الأطياف الناجمة عن الاصطدام عن سلسلة من الذرات والجزيئات الفردية، بناءً على اعتماد الكثافة المميزة. بمعنى آخر، التمدد الفرياليّ من حيث القوى لكثافة الغاز العددية يمكن ملاحظته في الغالب، تماماً كما هو معروف على نطاق واسع بالتوسع الفرياليّ لمعادلة حالة الغازات المضغوطة.

## جزيئات أطياف فان دير فال
يوجد نوعان من مجمعات الجزيئات: المجمعات التصادمية التي نوقشت أعلاه، والتي لم تدم طويلاً. وعلاوةً على ذلك، توجد مجمعات مربوطة (أي مستقرة نسبياً) من جزيئين أو أكثر وهي جزيئات فان دير فال. تنوجد هذه الجزيئات لفترات أطول بكثير من المجمعات التصادمية، وفي ظل ظروف تجريبية تم اختيارها بعناية (درجة حرارة منخفضة وكثافة غاز معتدلة)، تظهر أطياف نطاقها الذبذبات الاسطوانية خطوطاً «حادة» (أو قابلة للحل) (مبدأ عدم اليقين لهايزنبرغ)، تشبه إلى حد كبير الجزيئات العادية. إذا كانت الجزبئات الأصلية غير قطبية، فإن نفس آليات ثنائي القطب المستحدث التي تم مناقشتها أعلاه تكون مسؤولة عن الأطياف الملحوظة لجزيئات فان دير فال.

## الأهمية
تم التعرف على أهمية (CIA) في الفيزياء الفلكية في وقت مبكر، لاسيما عند تواجد أجواء كثيفة من مخاليط الهيدروجين الجزيئي وغاز الهيليوم.

### الكواكب
أشار هيرتزبرغ إلى أدلة مباشرة على جزيئات الهيدروجين في أجواء الكواكب الخارجية. تظهر أجواء الكواكب الداخلية (بما في ذلك كوكب الأرض) وقمر زحل الكبير تيتان سي آي إيه في الأشعة تحت الحمراء، ويرجع ذلك إلى تركيزات الغازات الجزيئية مثل النيتروجين والأوكسجين وثنائي أكسيد الكربون، وما إلى ذلك. في السنوات الأخيرة، تم اكتشاف كواكب خارج المجموعة الشمسية، أجواءها ساخنة (ألف درجة كالفن أو أكثر)، لكنها تشبه جو كوكب المشتري ومعظمها مزيج من الهيدروجين والهيليوم، وتوجد فيها (CIA) بشكل كبير.

### النجوم القزمة البيضاء الباردة
تسمى النجوم التي تحرق الهيدروجين بالنجوم التسلسلية الرئيسية (MS) وهذه النجوم هي الأكثر شيوعاً ووضوحاً في السماء ليلاً. عندما يتم استنفاذ الوقود الهيدروجيني وتبدأ درجات الحرارة بالانخفاض، يخضع النجم لتحولات مختلفة ويولد نجم قزم أبيض بدرجة حرارة تصل إلى مئات الآلاف، ولكن إذا كانت كتلة القزم الأبيض أقل من بضع كتل شمسية فإن حرق الهيليوم لن يكون ممكناً وسوف يبرد النجم ببطء للأبد. درجات الحرارة في الأقزام البيضاء الملحوظة تصل إلى 4000 كالفن مما يعني أن الكون ليس قديماً بما فيه الكفاية لأنه لا يمكن العثور على نجوم بدرجات حرارة منخفضة.